# Philip Fotheringham-Parker
Philip Fotheringham-Parker (n. 22 septembrie 1907, Greater London, Anglia, Regatul Unit al Marii Britanii și Irlandei – d. 15 octombrie 1981, East Sussex, Anglia, Regatul Unit) a fost un pilot de Formula 1. De-a lungul carierei a luat startul în 1 cursă, niciuna din pole-position. Nu a câștigat nicio cursă și nu a terminat niciodată pe podium, acumulând 0 puncte în întreaga activitate ca pilot de Formula 1.